# Vingólf
En la mitología nórdica, Vingólf es una de las moradas de los dioses. Es descrito como el salón de las diosas y también como el lugar donde los hombres rectos y aquellos caídos en batalla van tras la muerte. Es mencionado solamente en la Edda prosaica y en el enigmático poema Hrafnagaldur Óðins.

## Etimología
El nombre de Vingólf parece estar compuesto por las palabras vinr (‘amigo’) y gólf (‘piso’, ‘salón’) y significa probablemente ‘salón agradable’. Alternativamente, el nombre puede leerse como Víngólf y el significado sería ‘salón del vino’.
Uppsalabók, uno de los cuatro manuscritos de la Edda prosaica, tiene la variante Vindglóð pero la mayoría de las variantes están en ese manuscrito por lo cual se cree que son corruptas.

## Edda prosaica
Vingólf es mencionado en tres ocasiones en la sección de Gylfaginning de la Edda prosaica de Snorri Sturluson.
| «Hitt er mest, er hann gerði manninn ok gaf honum önd þá er lifa skal ok aldri týnask, þótt líkaminn fúni at moldu eða brenni at ösku. Ok skulu allir menn lifa þeir er rétt eru siðaðir ok vera með honum sjálfum þar sem heitir Gimlé eða Vingólf, en vándir menn fara til Heljar ok þaðan [í Ni]flhel, þat er niðr í inn níunda heim». | [«Su más grande logro, sin embargo, fue hacer el hombre y darle un alma que vivirá y nunca morirá, aunque su cuerpo decaiga a polvo o se queme en cenizas. Todos los hombres rectos vivirán y estarán con él en el lugar llamado Gimlé o Vingólf, pero los hombres malvados irán a Hel y de ahí a Niflhel: que está abajo en el noveno mundo»]. |  |
| «Í upphafi setti hann stjórnarmenn ok beiddi þá at dœma með sér ørlög manna ok ráða um skipun borgarinnar. Þat var þar sem heitir Iðavöllr í miðri borginni. Var þat hit fyrsta þeira verk at gera hof þat er sæti þeira standa í, tólf önnur en hásætit þat er Allföðr á. Þat hús er bezt gert á jörðu ok mest, allt er þat úta<n> ok innan svá sem gull eitt. Í þeim stað kalla menn Glaðsheim. Annan sal gerðu þeir, þat var hörgr er gyðjurnar áttu, ok var hann allfagr. Þat hús kalla menn Vingólf». | [«Al principio designó regentes, que junto a él controlarían el destino de los hombres, y decidirían como debía ser gobernada la fortaleza. Esto fue en un lugar llamado Iðavöllr en el medio de la fortaleza. Su primer tarea fue construir un templo en el cual hubiera asientos para los doce, además del trono del "padre de todos". Esto es, la más grande y mejor morada en la tierra; por fuera y por dentro es de oro puro; es llamado Glaðsheim. Construyeron otro salón que era el santuario de las diosas, y era una construcción muy hermosa; es llamado Vingólf»]. |  |
| «Óðinn heitir Allföðr, þvíat hann er faðir allra goða. Hann heitir ok Valföðr, þvíat hans óskasynir eru allir þeir er í val falla. Þ[eim ski]par hann Valhöll ok Vingólf, ok heita þeir þá Einherjar». | [«Odín es llamado "el padre de todos" porque es el padre de todos los dioses. También es llamado "Padre de los caídos", porque todos aquellos que han caído en batalla son sus hijos adoptivos; para ellos reservó el Valhalla y Vingólf, y son llamados einherjars»]. |  |

Las tres menciones que se hacen a Vingólf son de alguna manera contradictoria. En primera instancia aparece como un nombre alternativo para Gimlé, un paraíso donde los hombres rectos van tras su muerte. En la segunda mención es el salón o santuario (hörgr) de las diosas. En la tercera instancia es la residencia de aquellos guerreros caídos en batalla, los einherjar.

## Hrafnagaldur Óðins
El enigmático Hrafnagaldur Óðins, un tardío poema mitológico compuesto en el estilo de las Eddas, menciona a Vingólf en una de sus estrofas.
| Vingólf tóku Viðars þegnar, Fornjóts sefum fluttir báðir; iðar ganga, æsi kveðja Yggjar þegar við ölteiti. Hrafnagaldur Óðins, estrofa 17. Edda poética | Llegaron a Vingólf los nobles de Viðar, hijos de Fornjót ambos conducidos; caminaron al interior, saludaron a los Æsir e inmediatamente al alegre banquete de cerveza de Yggur. |  |

El contexto es enigmático, pero Vingólf parece ser un lugar donde los Æsir se reúnen para un banquete de cerveza. El significado de esta mención depende de la interpretación que se haga de Hrafnagaldur Óðins como un todo.